# Phryganomelus phalangidus
Phryganomelus phalangidus är en insektsart som beskrevs av Nicholas David Jago 1983. Phryganomelus phalangidus ingår i släktet Phryganomelus och familjen gräshoppor. Inga underarter finns listade i Catalogue of Life.